# Autoroute S6 (Géorgie)
Pour les articles homonymes, voir S6.
L'autoroute S6 (en géorgien : საერთაშორისო მნიშვნელობის გზა ს6) est une autoroute qui part de Tbilissi et se termine à la frontière entre l'Arménie et la Géorgie.
La route s'étend sur 97 kilomètres.

## Présentation
L'autoroute S6 part de la capitale Tbilissi, traverse Marneouli et Bolnisi et se termine à la frontière entre l'Arménie et la Géorgie près de Guguti. 
En Arménie, la route est prolongée par la M3 menant à Vanadzor.
Le S6 se sépare de la S4 à Ponischala, au sud de Tbilissi. 
Jusqu'à la ville de Marneouli, la route traverse quelques villages, tandis qu'à Koda, l'importante route régionale CH31 bifurque vers Tsalka et Ninotsminda. 
Le centre de la capitale régionale Marneouli est un noeud routier important. 
L'autoroute S7 vers l'Arménie commence au rond-point central de la ville. 
La S6 continue vers l'ouest jusqu'à Bolnissi puis la route tourne vers le sud en direction de l'Arménie et traverse des lieux historiques importants de l'histoire géorgienne.
L'autoroute S6 fait partie de la route européenne 117. 
De plus, le tronçon entre Tbilissi et Marneouli fait aussi partie de la route européenne 001.

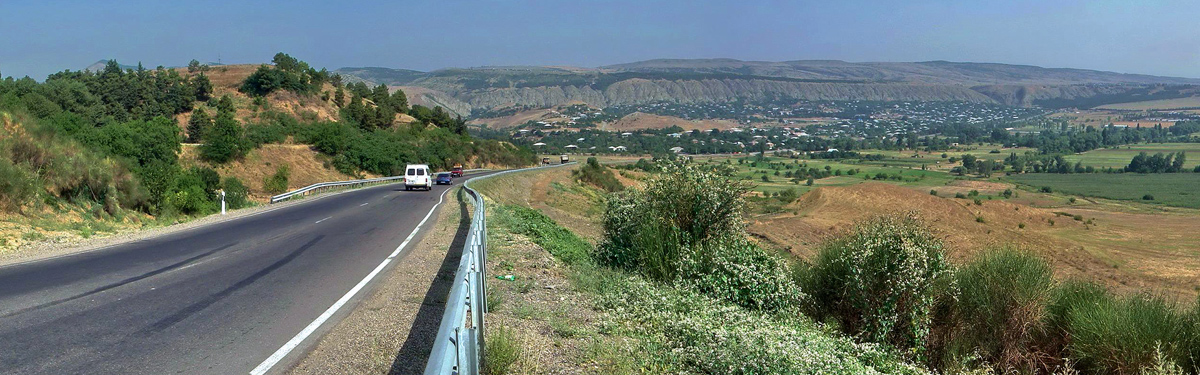
Descente vers Kumisi avec à l'horizon les montagnes Trialeti.

## Tracé
- Tbilissi
- Marneouli
- Bolnissi